# Biddlestone
Biddlestone è un piccolo centro urbano della regione di Northumberland, nel nord dell'Inghilterra. Si trova approssimativamente a 23 km, 14 miglia ca., ad ovest di Alnwick.